# Isabel Peralta
Isabel Medina Peralta é uma ativista neonazi e falangista espanhola nascida a 20 de julho de 2002 em Madrid (Espanha).
Estuda História de Arte e Direito na Universidade Complutense de Madrid. 
Ela ficou conhecida  do público aos 18 anos, em fevereiro de 2021, após fazer um discurso contra os judeus em um evento em homenagem à Divisão Azul .  Foi fundadora de um Grupo nacionalista, chamado Bastion Frontal, em 2020. Ela fez ameaças de violência numa manifestação não autorizada na embaixada marroquina, pelas quais foi condenada por incitação ao ódio e sentenciada a um ano de prisão em Abril de 2025.  Ela foi convidada em 2021 para uma bolsa de dez meses com o Grupo Third Way na Alemanha, mas foi deportada por posse de símbolos nazistas e posteriormente banida do país para sempre. 
Em 2025, juntou-se ao Grupo nacionalista Núcleo Nacional.  Em Maio, do mesmo ano tornou-se locutora de uma rádio independente, chamada Rádio XD